# Numb/Encore
Numb/Encore (englisch für „Betäubt/Zugabe“) ist ein Lied der US-amerikanischen Alternative-Rock-Band Linkin Park und des US-amerikanischen Rappers Jay-Z. Der Song ist ein Mashup aus ihren Liedern Numb (Linkin Park) und Encore (Jay-Z). Er wurde als einzige Singleauskopplung ihres gemeinsamen Albums Collision Course im November 2004 veröffentlicht.

## Inhalt
| Liedteil          | Künstler                     |
| 1. und 2. Refrain | Jay-Z und Chester Bennington |
| 1. Strophe        | Jay-Z                        |
| 2. Strophe        | Jay-Z und Chester Bennington |
| 3. Refrain        | Chester Bennington           |

Der Text des ersten und zweiten Refrains ist gänzlich Jay-Zs Lied Encore entnommen, bei dem er sich an das Publikum wendet und von diesem Lärm und den Wunsch nach einer Zugabe einfordert. Auch seine beiden Rapstrophen stammen von Encore. Darin preist Jay-Z vor allem sich selbst und seinen Status als Rap-Superstar. So könne ihn niemand imitieren und er habe es an die Spitze des Gangsta-Raps geschafft. Auf seinem Weg dorthin habe es viele Leute gegeben, die ihm Steine in den Weg legten, doch er habe es dennoch zu ausverkauften Konzerten und Reichtum gebracht. Anschließend steigt Linkin-Park-Sänger Chester Bennington mit dem Text der ersten Strophe und des Refrains von Numb ein, die von einem Menschen handeln, der durch die Erwartungen anderer unter Druck gesetzt wird und sich nicht selbst entfalten kann, wodurch er sich wie betäubt fühlt.

“Can I get an encore, do you want more?

Cookin’ raw with the Brooklyn boy

So for one last time I need y’all to roar

Uh, uh, uh, uh, yeah! Now, what the hell are you waitin’ for?

After me, there shall be no more

So for one last time, nigga, make some noise”

## Produktion
Numb/Encore wurde von dem Linkin-Park-Mitglied Mike Shinoda produziert. Als Autor des Songs ist neben den Bandmitgliedern und Jay-Z auch Kanye West gelistet.

## Musikvideo
Das Musikvideo zu Numb/Encore wurde von dem US-amerikanischen Regisseur Kimo Proudfoot gedreht. Es ist ein Live-Mitschnitt vom gemeinsamen Auftritt von Linkin Park und Jay-Z am 18. Juli 2004 im The Roxy in West Hollywood. Zwischendurch werden wiederholt Aufnahmen der Musiker hinter den Kulissen, die in Schwarz-weiß gehalten sind, gezeigt.

## Single

### Covergestaltung
Das Singlecover ähnelt stark dem des zugehörigen Albums Collision Course. Es zeigt im Vordergrund die Schriftzüge Jay-Z und Linkin Park in Blau-weiß sowie Collision Course und Numb/Encore in Orange-weiß. Im blau-weißen Hintergrund ist die Zeichnung von allerhand musikalischem Zubehör, wie Gitarren, Lautsprecher, Kassetten und Schlagzeug, zu sehen. Links oben im Bild befindet sich zudem die Anmerkung MTV Ultimate Mashups Presents in Orange.

### Titelliste
Single
1. Numb/Encore (Explicit) – 3:25
2. Numb/Encore (Instrumental) – 3:25

EP
1. Numb/Encore (Explicit Version) – 3:25
2. Numb/Encore (Radio Edit) – 3:25
3. Numb/Encore (Instrumental) – 3:25
4. Numb/Encore (A Capella Explicit) – 3:19
5. Numb/Encore (A Capella Radio Edit) – 3:19
6. Bonus Beat – 1:42

### Chartplatzierungen
Numb/Encore stieg am 13. Dezember 2004 auf Platz 12 in die deutschen Charts ein und erreichte am 31. Januar 2005 mit Rang 4 die höchste Position. Insgesamt konnte sich der Song 36 Wochen in den Top 100 halten, davon 10 Wochen in den Top 10. In den deutschen Jahrescharts 2005 belegte die Single Rang 13. Ebenfalls die Top 5 erreichte Numb/Encore u. a. in Österreich, Frankreich, den Niederlanden, Norwegen, Schweden und Australien, während es in Irland die Chartspitze belegte.
| ChartsChartplatzierungen       | Höchstplatzierung | Wochen |
| ------------------------------ | ----------------- | ------ |
| Deutschland (GfK)              | 4 (36 Wo.)        | 36     |
| Österreich (Ö3)                | 3 (29 Wo.)        | 29     |
| Schweiz (IFPI)                 | 10 (26 Wo.)       | 26     |
| Vereinigte Staaten (Billboard) | 20 (20 Wo.)       | 20     |
| Vereinigtes Königreich (OCC)   | 14 (71 Wo.)       | 71     |

| ChartsJahrescharts (2005)      | Platzierung |
| ------------------------------ | ----------- |
| Deutschland (GfK)              | 13          |
| Österreich (Ö3)                | 8           |
| Schweiz (IFPI)                 | 53          |
| Vereinigte Staaten (Billboard) | 93          |
| Vereinigtes Königreich (OCC)   | 81          |

### Auszeichnungen für Musikverkäufe
Numb/Encore wurde im Jahr 2015 für mehr als 600.000 Verkäufe in Deutschland mit einer doppelten Platin-Schallplatte ausgezeichnet. Damit ist es die kommerziell erfolgreichste Single von Linkin Park hierzulande. Jeweils Dreifach-Platin erhielt der Song im Vereinigten Königreich und in den Vereinigten Staaten für über 1,8 bzw. drei Millionen Verkäufe. Die weltweiten Verkaufszahlen belaufen sich auf mehr als fünf Millionen.
| Land/Region                  | Auszeichnungen für Musikverkäufe (Land/Region, Auszeichnung, Verkäufe) | Verkäufe  |
| ---------------------------- | ---------------------------------------------------------------------- | --------- |
| Australien (ARIA)            | Platin                                                                 | 70.000    |
| Dänemark (IFPI)              | Platin                                                                 | 90.000    |
| Deutschland (BVMI)           | 2× Platin                                                              | 600.000   |
| Italien (FIMI)               | Platin                                                                 | 50.000    |
| Japan (RIAJ)                 | Gold                                                                   | 100.000   |
| Kanada (MC)                  | Gold                                                                   | 10.000    |
| Neuseeland (RMNZ)            | 3× Platin                                                              | 90.000    |
| Österreich (IFPI)            | Gold                                                                   | 15.000    |
| Schweden (IFPI)              | Gold                                                                   | 10.000    |
| Spanien (Promusicae)         | Gold                                                                   | 30.000    |
| Vereinigte Staaten (RIAA)    | 3× Platin                                                              | 3.000.000 |
| Vereinigtes Königreich (BPI) | 3× Platin                                                              | 1.800.000 |
| Insgesamt                    | 5× Gold · 14× Platin ·                                                 | 5.865.000 |

Hauptartikel: Linkin Park/Auszeichnungen für Musikverkäufe
Bei den Grammy Awards 2006 erhielt Numb/Encore den Preis in der Kategorie Best Rap/Sung Collaboration.